# Lepidodactylus flaviocularis
Lepidodactylus flaviocularis är en ödleart som beskrevs av  Walter Varian Brown MCCOY och RODDA 1992. Lepidodactylus flaviocularis ingår i släktet Lepidodactylus och familjen geckoödlor. Inga underarter finns listade i Catalogue of Life.